# Maksymilian (Klujew)
Maksymilian, imię świeckie Maksym Walerjewicz Klujew (ur. 16 lipca 1971 w Irkucku) – rosyjski biskup prawosławny.

## Życiorys
Ukończył technikum lotnicze w Irkucku, następnie wydział cybernetyki państwowego uniwersytetu technicznego w Irkucku. Od 1991 do 1998 pracował na lotnisku w Irkucku jako inżynier-programista. W latach 1989–1994 pozostawał w związku małżeńskim, z którego ma córkę. 
6 czerwca 1998 w soborze Ikony Matki Bożej „Znak” w Irkucku został wyświęcony na diakona przez arcybiskupa irkuckiego i angarskiego Wadima i podjął służbę duszpasterską w tejże świątyni. W latach 1998–2002 zaocznie studiował w seminarium duchownym w Tobolsku. Od 1998 był również katechetą w pierwszych klasach prawosławnego gimnazjum żeńskiego Narodzenia Matki Bożej w Irkucku. 18 grudnia 2004 złożył przed arcybiskupem irkuckim Wadimem wieczyste śluby mnisze, przyjmując imię Maksymilian. Następnego dnia został przez niego wyświęcony na hieromnicha. Od 2004 był referentem w zarządzie eparchii irkuckiej i angarskiej, zaś w 2006 został jej sekretarzem. W 2007 został dziekanem II okręgu irkuckiego. W 2008 otrzymał godność igumena. Od 2009 do 2011 był proboszczem parafii Zaśnięcia Matki Bożej w Irkucku, Trójcy Świętej w Maksimowszczynie i św. Sofroniusza w Szamance.
5 października 2011 został nominowany na biskupa brackiego i ust'-ilimskiego, pierwszego ordynariusza nowo powstałej eparchii. W związku z tym 4 listopada 2011 został podniesiony do godności archimandryty. Jego chirotonia biskupia miała miejsce 18 grudnia 2011 w soborze Objawienia Pańskiego w Nogińsku z udziałem konsekratorów: patriarchy moskiewskiego i całej Rusi Cyryla, metropolitów krutickiego i kołomieńskiego Juwenaliusza, sarańskiego i mordowskiego Warsonofiusza, arcybiskupów możajskiego Grzegorza, istrińskiego Arseniusza, biskupów Iljana, emerytowanego biskupa sierpuchowskiego, widnowskiego Tichona, sierpuchowskiego Romana i sołniecznogorskiego Sergiusza.
W 2019 r. został przeniesiony na katedrę irkucką; jednocześnie nadal (czasowo) zarządzał eparchią bracką do wyświęcenia na jej nowego ordynariusza archimandryty Konstantyna (Manujłowa). 3 stycznia 2020 r. otrzymał godność metropolity.